# Curro Rivera Agüero
Francisco Rivera Agüero, conhecido profissionalmente como Curro Rivera Agüero (Cidade do México, 17 de dezembro de 1951 — Jalisco, 23 de janeiro de 2001) foi um toureiro mexicano.
Era filho do toureiro Fermín Rivera, e começou sua carreira em 6 de agosto de 1967, nas arenas de San Luis Potosí.
Era considerado um toureiro brilhante, com uma grande capacidade inventiva.